# Albuca engleriana
Albuca engleriana är en sparrisväxtart som beskrevs av Kurt Krause och Moritz Kurt Dinter. Albuca engleriana ingår i släktet Albuca och familjen sparrisväxter.
Artens utbredningsområde är Namibia. Inga underarter finns listade i Catalogue of Life.